# Carrabassett Valley (Maine)
Carrabassett Valley est une ville américaine située dans le Comté de Franklin, dans le Maine. Selon le recensement de 2020, sa population est de 673 habitants.